# El desert dels tàrtars (pel·lícula)
El desert dels tàrtars (títol original en italià: Il deserto dei Tartari) és una pel·lícula franco-germano-italiana dirigida per Valerio Zurlini, el 1976, adaptació de la novel·la homònima de Dino Buzzati. Ha estat doblada al català.

## Argument
El jove tinent Drogo ha estat destinat a la defensa d'una fortalesa aïllada en una contrada desèrtica muntanyosa. La guarnició està encarregada d'aturar l'eventual atac dels terribles tàrtars. El temps resulta ser el pitjor enemic dels soldats del fort, minant la seva vida en una espera interminable sense que els fabulosos tàrtars mai no donin senyals de vida.

## Repartiment
- Vittorio Gassman: Filimore
- Giuliano Gemma: Mattis
- Helmut Griem: el tinent Simeon
- Philippe Negrat: el general
- Jacques Perrin: el tinent Drogo
- Francisco Rabal: Tronk
- Fernando Rey: Nathanson
- Laurent Terzieff: Amerling
- Jean-Louis Trintignant: El metge major Rovin
- Max von Sydow: Ortiz

## Premis
- Gran Premi del cinema francès 1976
- David di Donatello 1977, al millor film, millor director Valerio Zurlini, David especial al millor actor a Giuliano Gemma
- Ruban d'argent 1977, a la millor direcció italiana per Valerio Zurlini

## Rodatge
- Interiors: Cinecittà
- Exteriors: Bam (Iran), Bressanone i Campo Imperatore (Itàlia)